# Éparchie du Timok
L'éparchie du Timok (en serbe cyrillique : Епархија тимочка ; en serbe latin : Eparhija timočka) est une circonscription de l'Église orthodoxe serbe. Elle a son siège à Zaječar et, en 2016, elle a à sa tête l'évêque Ilarion.

## Localisation et extension territoriale

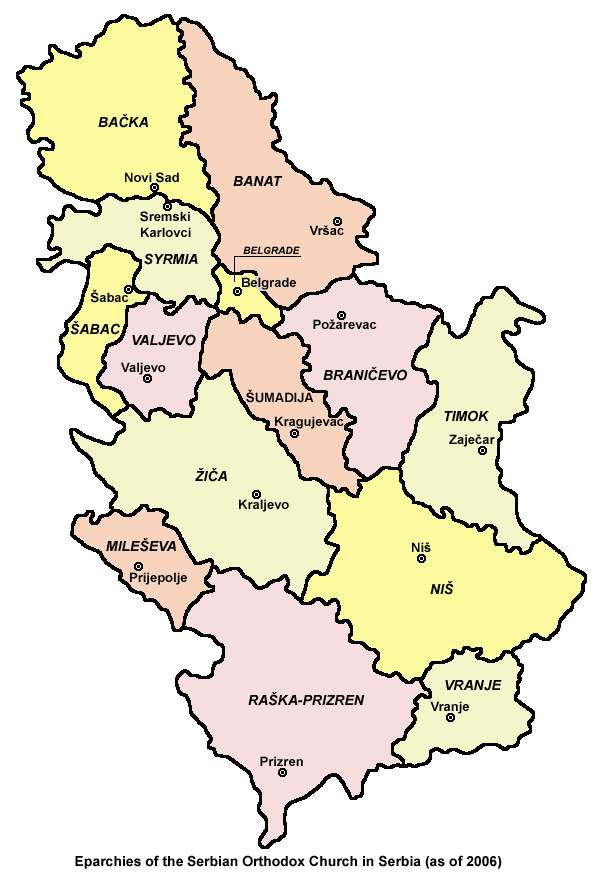
Les éparchies de l'Église orthodoxe serbe en Serbie.

## Histoire

### Évêques
1. Dositej Novaković (1834-1854)
2. Gerasim Stojković (1854-1865)
3. Evgenije Simeonović (1865-1880)
4. Mojsije Veresić (1880-1883)
5. Melentije Vujić (1891-1913)
6. Irinej Ćirić (1919-1921)
7. Emilijan Piperković (1922-1970)
8. Metodije Muždeka (1970-1977)
9. Milutin Stojadinović (1977-1992)
10. Justin Stefanović (1992-2014)
11. Ilarion Golubović (2014-)

## Monastères
L'éparchie du Timok abrite les monastères suivants :
| Français                                          | Serbe cyrillique       | Datation                                 | Emplacement                   | Image |
| ------------------------------------------------- | ---------------------- | ---------------------------------------- | ----------------------------- | ----- |
| Monastère de Bukovo                               | Манастир Буково        | XIIIe siècle                             | Negotin                       |       |
| Monastère de la Sainte-Trinité (Gornja Kamenica), | Манастир Свете Тројице | 1457                                     | Près de Gornja Kamenica       |       |
| Monastère de Vratna,                              | Манастир Вратна        | XIVe siècle                              | Vratna, près de Negotin       |       |
| Monastère de Lozica                               | Манастир Лозица        | XVe siècle                               | Krivi Vir, près de Boljevac   |       |
| Monastère de Krepičevac                           | Манастир Крепичевац    | Fin du XVe siècle                        | Jablanica, près de Boljevac   |       |
| Monastère de Grlište                              | Манастир Грлиште       | XIIIe au XIVe siècle                     | Grlište, près de Zaječar      |       |
| Monastère de Manastirica,                         | Манастир Манастирица   | XIVe siècle                              | Manastirica, près de Kladovo  |       |
| Monastère de Koroglaš,                            | Манастир Короглаш      | Première moitié du XVe siècle            | Miloševo, près de Negotin     |       |
| Monastère de Lapušnja,                            | Манастир Лапушња       | Début du XVIe siècle                     | Lukovo, près de Boljevac      |       |
| Monastère de Jermenčić                            | Манастир Јерменчић     | 1392                                     | Mont Ozren, près de Sokobanja |       |
| Monastère de Suvodol                              | Манастир Суводол       | Fondé au XIe siècle ; XIVe siècle ; 1869 | Selačka, près de Zaječar      |       |